# مرز قرقیزستان–تاجیکستان

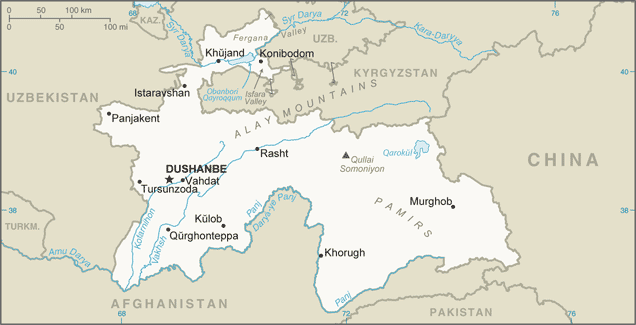
نقشهٔ کشور تاجیکستان که مرز آن با قرقیزستان مشخص است

مرز قرقیزستان-تاجیکستان مرزی میان این دو کشور است که ۹۸۴ کیلومتر طول و از نقطهٔ مرزی سه‌گانهٔ ازبکستان تا نقطهٔ مرزی سه‌گانه با چین امتداد دارد.

## پیشینه
روسیه در سده نوزدهم با الحاق خانات مستقل خوقند و خیوه و امارت بخارا آسیای میانه را فتح کرد. پس از اینکه کمونیست‌ها در سال ۱۹۱۷ قدرت را به دست گرفتند و اتحاد جماهیر شوروی را ایجاد کردند، تصمیم گرفته شد آسیای میانه را در فرآیندی به نام مرزنگاری اقلیمی ملی (یا NTD) به جمهوری‌های قومی تقسیم کند. این مطابق با تئوری کمونیستی که ناسیونالیسم را گامی ضروری در مسیر رسیدن به جامعه کمونیستی می‌دانست و تعریف جوزف استالین از ملت به عنوان «جامعه‌ای از مردم با سابقه تاریخی و باثبات که بر اساس زبان، قلمرو، زندگی اقتصادی و ساختار روانی مشترک شکل گرفته‌ که در یک فرهنگ مشترک تجلی یافته‌است بود.
تحدید مرز ملی بیشتر یک نمونه از گزاره معروف تفرقه بینداز و حکومت کن بود و به عبارتی تلاش عمدی ماکیاولیستی توسط استالین برای حفظ هژمونی شوروی بر منطقه با تقسیم مصنوعی ساکنان آن به کشورهای جداگانه و با ترسیم عمدی مرزها به گونه‌ای که اقلیت‌ها را در درون کشور خود رها می‌کند، به تصویر کشیده می‌شود. اگرچه شوروی در واقع نگران تهدید احتمالی ناسیونالیسم پان‌ترکیستی بود. برای نمونه جنبش باسماچی در دهه ۱۹۲۰ که تصویر بسیار ظریف‌تری از آنچه به نظر می‌رسید، ارائه داد.
هدف شوروی ایجاد جمهوری‌های همگن قومی بود، با این حال بسیاری از مناطق از نظر قومی مختلط بودند (مثلاً دره فرغانه) و اغلب ثابت می‌شد که برچسب قومی «صحیح» به برخی از مردمان (مثلاً سارت‌ها که ترکیبی از تاجیک‌ها و ازبک‌ها بودند یا قبایل ترکمن/ازبک در امتداد آمودریا) کار ساده‌ای نیست. نخبگان ملی و محلی به شدت دربارهٔ مردم خود استدلال می‌کردند (و در بسیاری موارد اغراق می‌کردند) و شوروی اغلب مجبور می‌شد بین آن‌ها قضاوت کند، که بیشتر نبود دانش تخصصی و کمبود داده‌های قوم‌نگاری دقیق یا به روز در مورد منطقه مانع کار می‌شد. علاوه بر این، NTD همچنین با هدف ایجاد نهادهای «بادوام»، با موضوعات اقتصادی، جغرافیایی، کشاورزی و زیرساختی نیز در نظر گرفته شده و غالباً بر آن دسته از قومیت‌ها غلبه می‌کرد. تلاش برای ایجاد تعادل میان این اهداف متناقض در چارچوب کلی ناسیونالیستی بسیار دشوار و اغلب غیرممکن بود، که منجر به ترسیم مرزهای اغلب پیچیده، مناطق تحت محاصره متعدد و ایجاد اجتناب‌ناپذیر اقلیت‌های بزرگی شد که در نهایت در جمهوری «اشتباه» زندگی کردند. علاوه بر این، شوروی هرگز قصد نداشت که این مرزها مانند امروز به مرزهای بین‌المللی تبدیل شوند.

آسیای میانه شوروی در سال ۱۹۲۲ قبل از تحدید حدود ملی

NTD منطقه در امتداد خطوط قومی در اوایل سال ۱۹۲۰ پیشنهاد شده بود. در آن زمان آسیای میانه شامل دو جمهوری خودمختار شوروی سوسیالیستی (ASSR) در داخل جمهوری شوروی روسیه بود: جمهوری ترکستان که در آوریل ۱۹۱۸ ایجاد شد و بخش‌های زیادی از جنوب قزاقستان، ازبکستان و تاجیکستان و همچنین ترکمنستان را پوشش می‌داد و جمهوری قرقیزستان که در ۲۶ اوت ۱۹۲۰ در قلمرو تقریباً برابر با بخش شمالی قزاقستان امروزی ایجاد شد (در آن زمان قزاق‌ها به عنوان «قرقیز» شناخته می‌شدند و قرقیزهای امروزی نیز زیرگروه قزاق‌ها تلقی می‌شدند و به آن‌ها «قره‌قرقیز» می‌گفتند، یعنی «قرقیز سیاه» کوه‌نشین). همچنین دو «جمهوری» جانشین جداگانه به نام امارت بخارا و خانات خیوه وجود داشتند که به دنبال تسلط ارتش سرخ در سال ۱۹۲۰ به جمهوری‌های شوروی بخارا و خوارزم تبدیل شدند.
در ۲۵ فوریه ۱۹۲۴ دفتر سیاسی و کمیته مرکزی حزب کمونیست اعلام کردند که NTD در آسیای میانه ادامه خواهد یافت. این فرایند باید توسط کمیته ویژه دفتر آسیای میانه با سه کمیته فرعی برای هر یک از ملیت‌های اصلی منطقه (قزاق، ترکمن و ازبک) نظارت می‌شد و سپس کار بسیار سریع انجام می‌شد. برنامه‌های اولیه‌ای برای حفظ احتمالی خوارزم و بخارا وجود داشت، اما سرانجام در آوریل ۱۹۲۴ تصمیم گرفته شد که آن‌ها را به دلیل مخالفت غالباً سرسخت احزاب کمونیست خود تقسیم شوند (به‌ویژه کمونیست‌های خوارزم تمایلی به از بین بردن جمهوری خود نداشتند و مجبور به تجزیه شدند و در ژوئیه همان سال به انحلال خود رای دادند).
در اصل این مرز بسیار طولانی‌تر بود، زیرا جمهوری شوروی ازبکستان شامل منطقه خجند و همچنین بقیه مناطق تاجیکستان امروزی بود که در آن زمان به نام جمهوری شوروی خودمختار تاجیکستان نامیده می‌شد. این مرز در سال ۱۹۲۹ شکل کنونی خود را گرفت و تاجیکستان خجند را به دست آورد و به یک جمهوری شوروی مستقل تبدیل شد. استان خودمختار قره‌قرقیز ابتدا در اکتبر ۱۹۲۴ در داخل جمهوری شوروی روسیه بود که با مرزهای قرقیزستان امروزی تطابق دارد. این استان در مه ۱۹۲۵ به استان خودمختار قرقیزستان تغییر نام داد و سپس در سال ۱۹۲۶ به جمهوری شوروی قرقیزستان تبدیل شد (با جمهوری شوروی خودمختار قرقیزستان که اولین نام جمهوری شوروی قزاقستان بود اشتباه نشود) و در نهایت در سال ۱۹۳۶ به جموری شوروی قرقیزستان تبدیل شد.

### مرز بین‌المللی
این مرز در سال ۱۹۹۱ به دنبال فروپاشی اتحاد جماهیر شوروی و استقلال جمهوری‌های تشکیل‌دهنده آن به یک مرز بین‌المللی تبدیل شد. در دوران پس از استقلال بر سر تعیین حدود مرزها، و به ویژه پس از تهاجم جنبش حرکت اسلامی ازبکستان (IMU) به قرقیزستان از خاک تاجیکستان در سال ۱۹۹۹/۲۰۰۰ تنش‌هایی وجود داشت. در حال حاضر تحدید حدود مرزها ادامه دارد.

## برون‌بوم‌ها

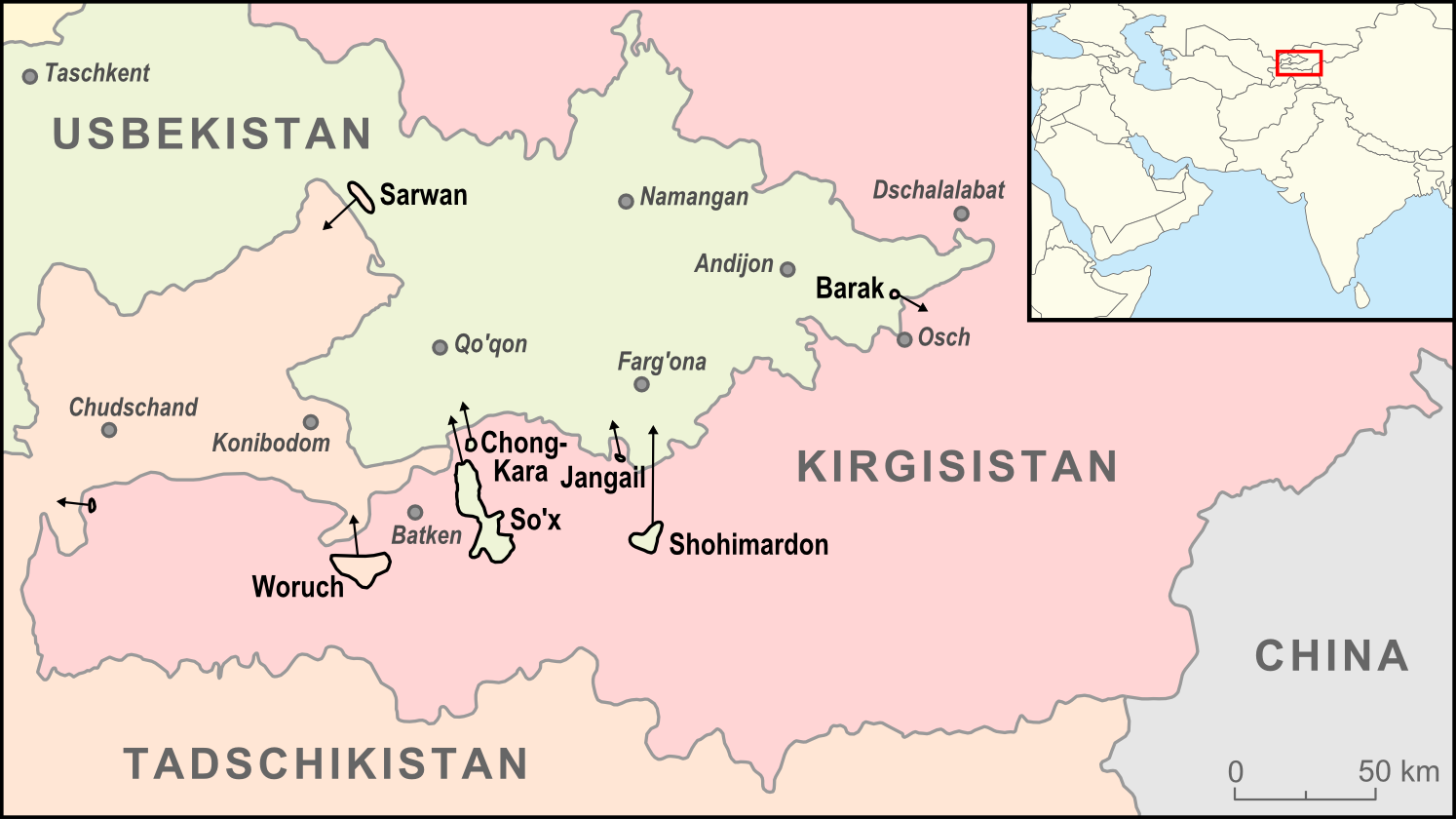
نقشه ای که مناطق تاجیکستان را نشان می‌دهد. Kayragach کوچکتر در سمت چپ است

تاجیکستان در مرز با قرقیزستان دو برون‌بوم دارد: لاله‌زار و واروخ.

## گذرگاه‌های مرزی
- بادکند (KGZ) – اسفره (TJK) (جاده)[۳۰]
- کولوندو (KGZ) – آوچی‌کلچه (TJK) (جاده)[۳۰]
- مدنیات (KGYZ) – مدنیای (TJK) (جاده)[۳۰]
- قره‌میق (KGZ) – داروت کرگان (TJK) (جاده)[۳۰]
- بور-دودو (KGZ) - کیزیلارت (TJK) (جاده)[۳۰]